# Sphaerodactylus bromeliarum
Espèce
Sphaerodactylus bromeliarum est une espèce de geckos de la famille des Sphaerodactylidae.

## Répartition
Cette espèce est endémique de l'Est de Cuba.

## Publication originale
- Peters & Schwartz, 1977 : Ein neuer, Bromelien bewohender Kugelfingergecko (Gekkonidae: Sphaerodactylus) aus Oriente/Cuba. Mitteilungen aus dem Zoologischen Museum in Berlin, vol. 48, p. 393-399.